# غريغ بال
غريغ بال (بالإنجليزية: Greg Ball)‏ هو دراج أسترالي، ولد في 29 مايو 1974 في إبسوتش في أستراليا.